# أليفارد (إزار)
أليفارد أو أليفار (بالإنجليزية: Allevard) هي بلدية في إزار في أوفيرني-رون ألب منطقة جنوب شرق فرنسا.